# グリンディロー
グリンディローまたはグリンデロー (Grindylow) とは、イギリスの伝承、民話に登場する妖怪の一種。

## 概要
体色は薄い緑色で、藻が繁茂する湖の底に住んでいる。小さな歯と角が生え、細く長い腕と指を持つ。日本で言うところの河童や、イギリス北部の伝承に登場する妖怪ペグ・パウラーに近い妖怪であり、子供を水の中に引きずり込んで捕食すると言われる。
『ハリー・ポッターと炎のゴブレット』などのファンタジー作品にも登場する。